# Panzano (Castelfranco Emilia)
Panzano (Panzàn in dialetto bolognese occidentale) è una frazione del comune di Castelfranco Emilia.

## Storia
Nella storia della badia di Leno (nel Bresciano), composta dall'abate Zaccaria, si fa menzione di questo luogo sotto l'anno 939 come "Castro de Panciano", denominazione da cui si evincono la presenza di un castello e l'importanza del sito, ma già all'epoca della donazione di Astolfo al cognato Anselmo, fondatore e primo abate dell'Abbazia di Nonantola (752), sembra funzionassero già due mulini (Mulini Malvasia: Panzano e Pieve) nella sua corte. Il documento attestante la presenza dei due opifici con annessi diritti fu ritenuto un falso dallo storico Girolamo Tiraboschi, che giudicò aggiunta di epoca posteriore il riferimento contenuto nell'atto col quale il re longobardo investiva il duca del Friuli. Altre importanti citazioni documentate risalgono al 958, al 982, al 999 ed al 1101: intanto nel 1100 Panzano era entrato nell'orbita d'influenza modenese e, con diverse vicissitudini, fra le quali la distruzione del castello ad opera dei Bolognesi nel 1248, ne seguì le sorti fino al 1310, allorché i Petroniani se ne impossessarono. Da questo momento, fatto salvo il periodo dal 1362 al 1397, il castello fortificato diventò parte integrante del sistema di difesa bolognese verso il territorio di Modena, tanto che nel 1359 giunse ad ospitare ben 400 soldati. Il Ghirardacci ne riporta ulteriori notizie: la sua parziale distruzione con incendio nel 1443 ad opera delle truppe del capitano di ventura Luigi Dal Verme al soldo dei Visconti, impegnati a riconquistare Bologna, ed i gravi danni subiti nel 1449 ad opera di Astorre da Faenza, comandante di un gruppo di fuoriusciti bolognesi partiti da Modena.
Con l'avvento dei Bentivoglio, che nella seconda metà del XV secolo riuscirono ad imporre il proprio predominio politico sulla città felsinea, il castello di Panzano poté godere di un periodo di relativa tranquillità che si protrasse fino al 1496, quando Napoleone Malvasia comprò dai Bianchetti il castello per la cifra di 3 200 lire: questo atto di compravendita sanciva l'avvento della nobile famiglia eugubina nel territorio di Panzano, di cui mantennero la proprietà per quattro secoli.

## Il Castello Malvasia di Panzano

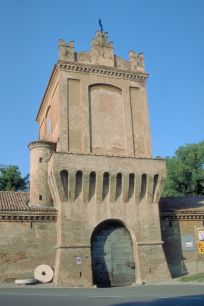
Castello Malvasia

L'edificazione del complesso, che ancora oggi mostra la sua possente mole a chi transita per Panzano, la si deve a monsignor Innocenzo che un secolo dopo apportò alla struttura fortificata medievale le modifiche che la trasformarono in un nucleo aziendale e residenziale dalle caratteristiche rinascimentali.
La prima ad essere conclusa fu la porzione abitativa padronale dalla parte del canal Torbido, a cui fece seguito la realizzazione di una torre, presumibilmente quella posta a sud, terminata nel 1612. 

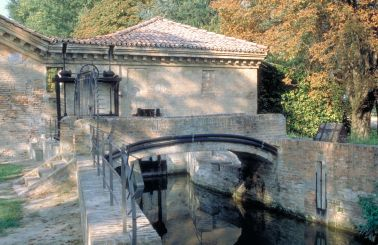
Mulino di Panzano

Al termine dei lavori di trasformazione dell'antica struttura: il palazzo-castello conservava alcune caratteristiche tipologiche di epoca feudale, ma rispecchiava anche i mutati intendimenti di una borghesia cittadina trasferitasi nel contado con precisi interessi legati all'attività agricola; essenziale alla sua conformazione risultava anche il canal Torbido presso cui il complesso aziendale era stato ricomposto.  Nessun altro consistente intervento si realizzò fino al 1867, quando, con la morte di Marc'Antonio, la presenza dei Malvasia a Panzano si concluse.
Il palazzo passò per testamento alla famiglia Frosini per avere Eleonora, sua figlia, sposato il marchese Alessandro di quella casata. Dopo poco più di un decennio l'immobile fu venduto ai Larco di Genova che lo alienarono al marchese Giuseppe Negrotto, marito di Francesca Larco.
Dai Negrotto la tenuta passò al cavalier Giovanni Lombardini e da questi, nel 1917, a Giovanni Orlandini, che ne fu proprietario per lunghi anni contraddistinti da pesante incuria verso il palazzo e dai danni conseguenti al secondo conflitto mondiale. L'attuale proprietà ha riportato le corti interne al loro aspetto tipico e ha provveduto alle manutenzioni rese improcrastinabili dai tanti anni di trascuratezze.

## Chiesa dei Santi Filippo e Giacomo di Panzano
L'antica chiesa romanica, risalente al secolo X è citata per la prima volta da Ottone I nel 962, dipendeva dalla badia benedettina di Leno nel bresciano, fondata da Desiderio, re dei Longobardi. Parti della struttura originaria rimangono ancora visibili ai piani della fondazione dell'attuale canonica. Sullo stesso sedime nel 1797 venne eretta la nuova chiesa a spese del conte Giuseppe Malvasia e su disegno di Giuseppe Maria Soli. La chiesa si rivelò ben presto troppo piccola per accogliere i numerosi fedeli della parrocchia e nel 1886 grazie alla ricca donazione del parroco don Luigi Becucci e all'opera dell'arch. Vincenzo Brighenti, iniziò l'ampliamento della struttura, che venne completato nel 1908.